# Хэнсен, Джон
Джон «Нэнси» Хэнсен (англ. John «Nancy» Hansen) — американский актёр и продюсер. Наиболее известен благодаря озвучиванию мистера Мазохиста — второстепенного персонажа сериала «Южный парк», гея и бывшего бойфренда мистера Гаррисона. Хэнсен также входит в выпускающую команду шоу в качестве руководителя пост-продакшна.
До начала работы над «Южным парком» Хэнсен работал менеджером бара в Universal City Walk.